# + ou − geek
 (janvier 2013).
Si vous disposez d'ouvrages ou d'articles de référence ou si vous connaissez des sites web de qualité traitant du thème abordé ici, merci de compléter l'article en donnant les références utiles à sa vérifiabilité et en les liant à la section « Notes et références ».
+ ou − geek (Plus ou Moins Geek) est une émission de télévision aussi émise sur le web sur la culture geek diffusée sur Vosges Télévision puis sur Dailymotion et YouTube depuis septembre 2011. En 2012, la saison 2 est diffusée sur Planète + No Limit et rediffusée sur la chaîne Énorme TV en juillet 2013,,. La saison 3 est diffusée sur la même chaîne depuis janvier 2014. En 2014, la chaine Dailymotion, suivi en 2016 par la chaine YouTube.

## Description
Lors de la première saison, l'émission se déroule toujours selon le même schéma : chaque émission est sujette à un thème que chaque chroniqueur développe selon l’élément de la culture geek qu'il représente. Chaque émission comporte généralement une interview ainsi qu'un reportage, et se termine par « L'actu des sorties ».

## Les chroniqueurs
David Frecinaux présente les séries télévisées (saisons 1 et 2), puis passe en présentation générale.
Frédéric Molas présente les jeux vidéo (saisons 1 et 2) et « Rétro TV » (saison 3).
François Descraques présente le web (saisons 1 et 2).
Laurent Queyssi présente les bandes dessinées et les romans (saisons 1, 2 et 3).
Rurik Sallé présente  le cinéma (saisons 1, 2 et 3).
Erell présente  la culture japonaise (saisons 1, 2 et 3).
Sébastien Rassiat présente  les jeux vidéo (saison 2), « Rétro TV » (saison 3).
Franck présente la Shopping List (saisons 2 et 3).
Stéphane Gallot présente les jeux de rôle et de plateau (saisons 2 et 3).
Nicolas Augusto présente  l'Histoire (saison 2), le jeu vidéo (saison 3).
Baptiste Poulain présente  les sciences, les nouvelles technologies (saison 2) et la « Science Friction » (saison 3).
Yumi présente le cosplay (saisons 2 et 3).
Carole Quintaine présente  les mangas (saison 3).
Joe Hume  présente les séries télévisées (saison 3).
Ruddy Pomarede  présente « l'Année Geek » (saison 3).
Sébastien Lacheray  présente le « Geektionnaire » (saison 3).

## Les émissions

### Saison 1
| Ép# | Date              | Thème                                | Sujets abordés | Interviews / Reportages                                                        |
| 1   | 20 septembre 2011 | Les maîtres                          | - Cinéma : John Carpenter - Web : Harry Knowles (en) - Série télévisée : Rod Serling - BD/Roman : Jean Giraud - Jeux vidéo : Shigeru Miyamoto - Culture Japonaise : Mamoru Oshii                                               | - Focus Motionmaker : M. Poulpe - Interview Geek : Annie Goetzinger            |
| 2   | 17 octobre 2011   | Les fantômes                         | - Web : Captain Disillusion - Série télévisée : L'Hôpital et ses fantômes - BD/Roman : The Shining - Cinéma : Le Locataire - Jeux vidéo : Resident Evil et Silent Hill - Culture Japonaise : les Yōkai                         | - Interview Geek : George Romero (Partie 1) - Focus Motionmaker : Ganesh2      |
| 3   | 8 novembre 2011   | Les uchronies                        | - Jeux vidéo : Call of Duty - Web : Fallout: Nuka Break - BD/Roman : Le Maître du Haut Château - Série télévisée : Sliders : Les Mondes parallèles - Cinéma : 2009: Lost Memories et Jean-Philippe - Culture Japonaise : 009-1 | - Interview Geek : George Romero (Partie 2)                                    |
| 4   | 5 décembre 2011   | Les méchants                         | - Cinéma : The Hitcher - Jeux vidéo : Mortal Kombat - Culture Japonaise : Slayers - Série télévisée : Dexter - Web : Flander's Company - BD/Roman : le Joker                                                                   | - Reportage Geek : Cécile Corbel (Patie 1) - Focus Motionmaker : Gonzague      |
| 5   | 3 janvier 2012    | Les Pépites méconnues                | - Jeux vidéo : Drakensang - Culture Japonaise : Redline - BD/Roman : Dylan Dog - Cinéma : La Cité des monstres - Web : SModcast - Série télévisée : Monstres et Merveilles                                                     | - Reportage Geek : Cécile Corbel - Focus Motionmaker : Le Palmashow            |
| 6   | 27 janvier 2012   | Les Robots                           | - BD/Roman : Isaac Asimov - Web : Neill Blomkamp - Jeux vidéo : Megaman - Culture Japonaise : Dr Slump - Série télévisée : Futurama - Cinéma : RoboGeisha                                                                      | - Reportage Geek : Yumiko Igarashi - Focus Motionmaker : Sam                   |
| 7   | 5 mars 2012       | Le Cyberpunk                         | - Cinéma : Johnny Mnemonic - BD/Roman : Neuromancien - Jeux vidéo : Final Fantasy VII - Série télévisée : Wild Palms - Culture Japonaise : Gunnm - Web : Kaydara                                                               | - Interview Geek : Hangry & Angry - Focus Motionmaker : Le Comité de la Claque |
| 8   | 30 mars 2012      | Des mecs et des nanas avec des épées | - Web : The Guild - BD/Roman : Conan le Barbare - Jeux vidéo : The Legend of Zelda - Culture Japonaise : Queen's Blade - Cinéma : La Proie - Série télévisée : Game of Thrones                                                 | - Reportage Geek : The Sword Masters KAMUI - Interview Geek : Julien Seri      |
| 9   | 28 avril 2012     | La Musique                           | - Culture Japonaise : Yuki Kajiura - Cinéma : Vorace - Web : The Gregory Brothers - BD/Roman : Métal hurlant - Série télévisée : Mike Post - Jeux vidéo : Nobuo Uematsu                                                        | - Reportage Geek : Joe Hisaishi - Interview Geek : Lucky McKee                 |
| 10  | 6 juin 2012       | Le space opera                       | - BD/Roman : Le Nouveau Space Opera - Cinéma : Flash Gordon - Série télévisée : Battlestar Galactica - Web : Troopers - Culture Japonaise : Cobra - Jeux vidéo : Mass Effect                                                   | - Reportage Geek : Ozaki Masayuki - Interview Geek : Fouad Benhammou           |

### Saison 2
La saison 2 débute le 1er novembre 2012 en première diffusion sur Planète+ No Limit, la publication de la saison 2 se fera également de manière hebdomadaire, la saison sera alors composée de 30 épisodes (au lieu de 10). Les émissions abandonnent le format d'une thématique par numéro pour des chroniques aux sujets plus libres, mais aussi plus variés avec de nouvelles rubriques animées hors plateau, telles que le jeu de plateau, le cosplay, l'histoire, les sciences et nouvelles technologies, ainsi que des reportages par les animateurs lors de conventions. Certaines émissions ont cependant un thème spécial.

### Saison 3
La saison 3 est diffusée sur L’Énorme TV dès janvier 2014 L'émission Culture Geek est pour vous . Les émissions sont désormais enregistrées en public. Le format a une fois de plus été remanié, avec plus de chroniques hors plateau et un invité par émission qui participe aux chroniques en plateau et aux débats. La dernière émission a lieu en juillet 2014.

### Web TV
La production de l'émission réussit un financement participatif sur Ulule et lance une chaîne YouTube pour continuer à diffuser du contenu jusqu'en 2016.